# Döttesfeld

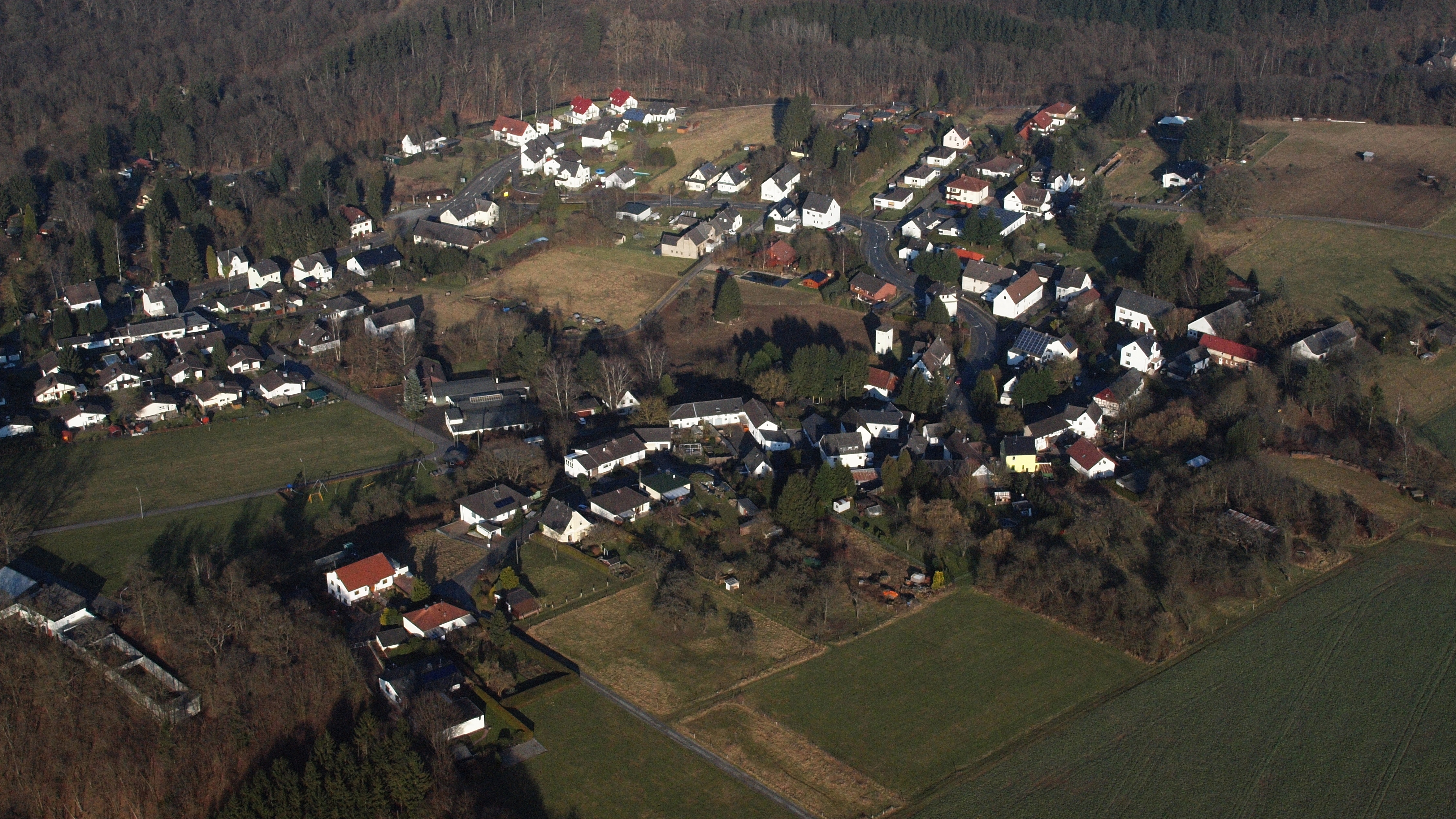
Döttesfeld, Luftaufnahme (2015)

Döttesfeld ist eine Ortsgemeinde im Landkreis Neuwied im Norden von Rheinland-Pfalz. Die Gemeinde gehört der Verbandsgemeinde Puderbach an, die ihren Verwaltungssitz in der Gemeinde Puderbach hat. Döttesfeld ist ein staatlich anerkannter Erholungsort.

## Geographische Lage
Die Gemeinde liegt im Westerwald im Tal der Wied und der Mündung des Holzbach in die Wied im Naturpark Rhein-Westerwald. Die Gemarkung ist von drei Himmelsrichtungen vom Landkreis Altenkirchen umgeben; Nachbargemeinden sind Oberlahr im Westen, Eichen im Nordwesten sowie Pleckhausen und Dürrholz im Süden.
Die Gemeinde besteht aus den Ortsteilen Bauscheid, Breitscheid, Döttesfeld und Oberähren, sowie dem Wohnplatz Villa Hoffnungstal.

## Geschichte

### Namensherkunft
Döttesfeld endet wie viele andere Orte im Westerwald auf -feld, was auf eine fränkische Herkunft deutet. Döttes steht für den Namen des Besitzers (Diuto, Dutto, Dudo), dem das Land gehörte: diuto > dutto > dötte. Der Name weist auf menschliche Benutzung, jedoch nicht festen Anbau in der Gründungszeit hin.

### Ortsgeschichte
Die Region um Döttesfeld war seit dem 8. Jahrhundert Teil des mittelrheinischen Engersgaues und lag nahe der Grenze zum Auelgau, die von der Wied gebildet wurde. Seit dem Jahr 1129 gehörte Döttesfeld zum Herrschaftsbereich der Herren von Isenburg, beziehungsweise ab 1200 zur Herrschaft Isenburg-Braunsberg. Im Jahr 1256 wird das Kirchspiel Puderbach erstmals erwähnt, zu dem Döttesfeld gehörte. Als Wilhelm I. von Isenburg-Braunsberg die Grafschaft Wied vereinigte, wurde Döttesfeld Teil der neuen Grafschaft.
Wilhelm I. von Wied zwang am 21. Dezember 1331 den Walpode Ludwig von der Neuerburg seine neu erbaute Burg Reichenstein im Kirchspiel Puderbach ihm zu Lehen aufzutragen. Wilhelm baute zusätzlich als Reaktion auf die Burg Reichenstein die 1366 erstmals erwähnte Burg Grebeneck, die aber nach einem Vergleich mit Heinrich von Reichenstein in Vergessenheit geriet, wodurch bis heute ihr Standhort nicht auffindbar ist. Die auf dem Köppel bei Seifen in der Gemarkung Döttesfeld gefundenen Mauerreste nahe der Burgruine Reichenstein könnten die Überreste der Burg Grebeneck sein.
Im Jahr 1671 waren die Gemeinden Pleckhausen und Bürdenbach in einem Grenzstreit mit Döttesfeld verwickelt. Döttesfeld war bis 1806 landesherrlich ein Teil des Fürstentums Wied-Runkel und war ab 1815 Teil Preußens. Der Ort kam im Jahr 1816 in den neu gebildeten Standesherrlichen Kreis Neuwied innerhalb der Provinz Großherzogtum Niederrhein (ab 1822 Rheinprovinz). Als der Fürst Hermann zu Wied 1846 auffordert, die Fürstliche Regierung aufzulösen, gehen ab 1848 die Verwaltungsgeschäfte ganz auf den Landrat über.
Die heutige Gemeinde Döttesfeld entstand am 7. Juni 1969 durch Zusammenschluss der Gemeinden Döttesfeld, Bauscheid und Oberähren.
Bevölkerungsentwicklung

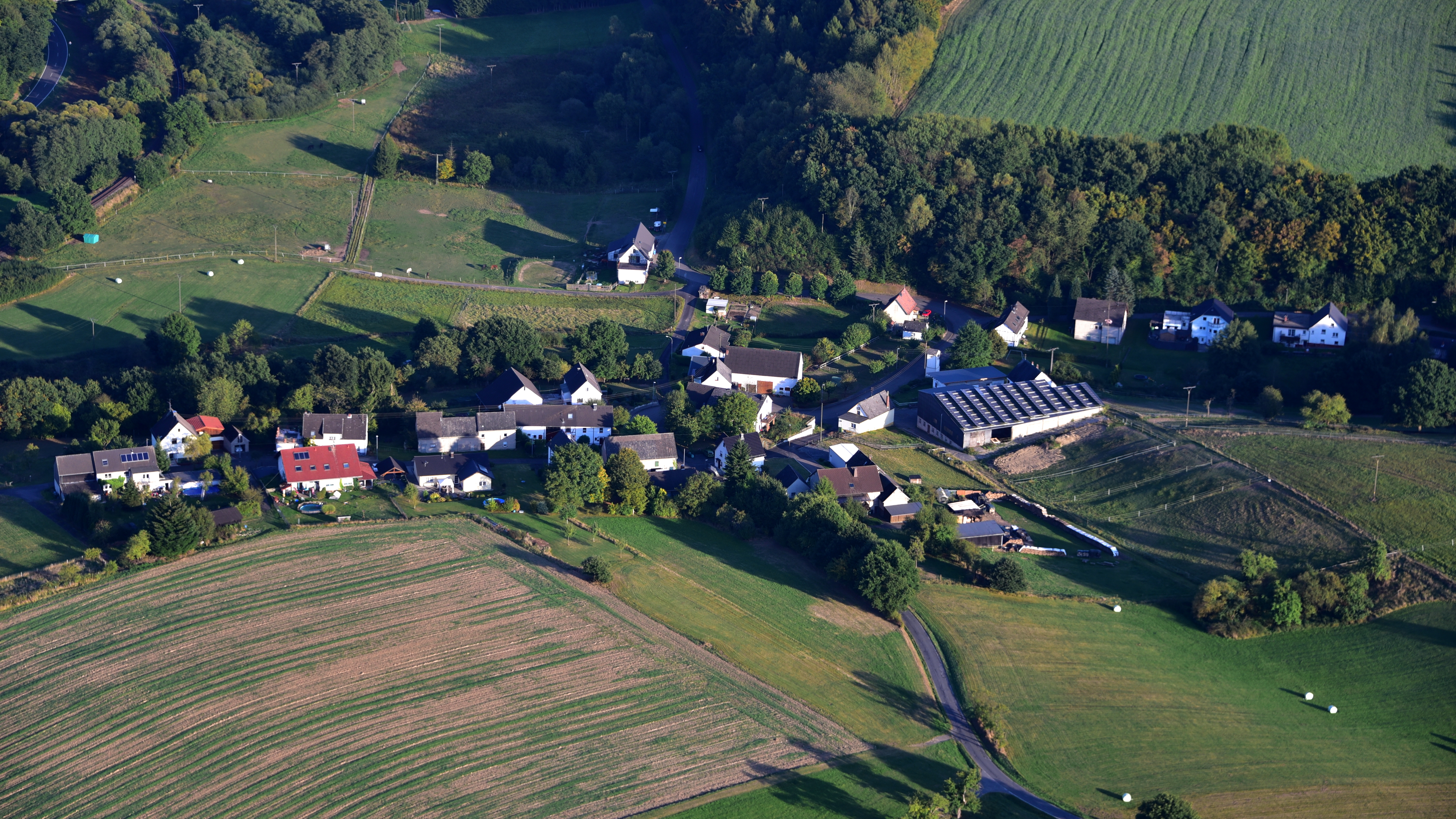
Oberähren, Luftaufnahme (2016)

Die Entwicklung der Einwohnerzahl von Döttesfeld bezogen auf das heutige Gemeindegebiet; die Werte von 1871 bis 1987 beruhen auf Volkszählungen:
| Jahr | Einwohner |
| ---- | --------- |
| 1815 | 233       |
| 1835 | 247       |
| 1871 | 310       |
| 1905 | 382       |
| 1939 | 390       |
| 1950 | 439       |
| 1961 | 445       |

| Jahr | Einwohner |
| ---- | --------- |
| 1970 | 493       |
| 1987 | 527       |
| 2005 | 684       |
| 2011 | 618       |
| 2017 | 619       |
| 2022 | 656       |

## Politik

### Bürgermeister
Michael Schmid wurde 2024 Ortsbürgermeister von Döttesfeld.
Sein Vorgänger war Martin Fischbach seit 1994.

### Wappen
| Wappen von Döttesfeld | Blasonierung: „Durch eine eingeschweifte blaue Spitze, darin vier 1:2:1 gestellte silberne Kantenwürfel, gespalten; vorn von Silber und Rot achtmal schräggeteilt und von einem nach links gewandten blauen Pfau bedeckt; hinten in Silber eine grüne Linde mit bewurzeltem schwarzem Stamm.“ |
| Wappen von Döttesfeld | Wappenbegründung: Der Pfau auf der Schrägteilung ist dem Wappen der Grafen von Wied entnommen, zu deren Territorium Döttesfeld bis 1806 gehörte. Rot und Silber sind die Farben von Isenburg, zu deren Besitz Döttesfeld ursprünglich zählte. Die Gerichtslinde deutet auf den ehedem wiedschen Gerichtsbezirk Puderbach. Die vier Würfel symbolisieren die vier Ortsteile Döttesfeld, Bauscheid, Oberähren und Breitscheid. Das Wappen ist rechtsgültig seit dem 26. Januar 1971 nach einem Entwurf von Ernst Zeller, Raubach. |

## Kulturdenkmäler
Siehe Liste der Kulturdenkmäler in Döttesfeld

## Naturdenkmäler
Siehe Liste der Naturdenkmäler in Döttesfeld

## Verkehr
- In unmittelbarer Nähe der Gemeinde verläuft die Bundesstraße 256, die von Neuwied nach Altenkirchen führt.
- Die nächste Autobahnanschlussstelle ist Neuwied an der Bundesautobahn 3.
- Nächstgelegener ICE-Bahnhof ist Montabaur an der Schnellfahrstrecke Köln–Rhein/Main.